# رزان مغربي
رزان مُغرَبي (19 أغسطس 1973-) إعلامية، مغنية وممثلة لبنانية.

## حياتها الشخصية
ولدت رزان في بيروت لعائلة مسلمة والدها الداعية عبد الوهاب مغربي رجل متدين متبحر في العلوم الإسلامية ووالدتها حسناء السباعي، لديها أخ وحيد يصغرها سنا إسمه طارق، حاصلة على الجنسية البريطانية، عاشت طفولتها في لندن ومن ثم انتقلت عائلتها إلى لبنان، تجيد أربع لغات العربية، الانجليزية الفرنسية، الإيطالية

تزوجت من رجل الأعمال المصري «ناجي كامل» عام 2010 لكنها أخفت الزواج لمدة ثلاث سنوات ورزقت في السابع من أبريل 2014 بولدها الأول "رام" هي حاليا مقيمة في الزمالك بالقاهرة مصر.

## مشوارها المهني

### البداية مع تلفزيون المستقبل
بدأت عملها كمقدمة برامج بتشجيع من أمها في سن السادسة عشرة، وكان ذلك على شاشة تلفزيون المستقبل الأرضية عام 1989 كانت حينها أصغر مقدمة برامج على شاشة تلفزيون لبناني، فقدمت برنامجها الشهير "الليل المفتوح" لثلاث سنوات ونصف حتى العام 1993 غادرته بعدها في أواخر العام 1995.

### الانتقال لتلفزيون الشرق الأوسط
في نهاية عام 1995 تلقت عرضا من الفضائيات العربية ـ الدولية وأولها مركز تلفزيون الشرق الأوسط إم بي سي الذي كان يبث من لندن في المملكة المتحدة التي عرضت عليها الانضمام إلى شبكتها، لتقديم برامج ذات توجه عالمي. أول خطوة كانت فقرة (هايد بارك) في برنامج (مساء الخير ياعرب) بعدها توالت عليها البرامج فقدمت (دنيا الموضة) و (عالم السينما) و (ابجد فوز) و (ألو رزان) و (ابتسامات)، (بيج بايت) الذي كان يتناول أهم إصدرات ألعاب الفيديو والكمبيوتر على مدى سنوات، تنقلت رزان مع إم بي سي، بين برامج تتحدث عن السينما، والموضة، الألعاب والمسابقات، الغناء، الأحداث الاجتماعية  والفضائحية، إلا عندما ابتكرت برنامجها "Pops and Tops" عام 1998 علما بأنها استعارت عنوان برنامجها هذا من آخر إنكليزي معروف. ورغم ذلك، عرف برنامجها الجديد نجاحا كبيرا، حيث تضمن حوارات مع أكبر مشاهير ونجوم الفن، ما اتاح لها بناء شبكة علاقات واسعة، ساعدت برنامجها على الاستمرار في نجاحه، ولتنجح من ثم في محطة بي بي سي في ضمها اليها بعد فترة ولتصبح رزان المقدمة الرسمية لبرنامج "Top Of The Pops" الموجه للشرق الأوسط. عام 2002 إنتقلت مكاتب بث إم بي سي إلى الإمارات العربية المتحدة ولبنان حيث عادت لبيروت لتقدم البرامج من هناك. عام 2003 عندما إفتتحت المحطة قناتها الثانية إم بي سي 2 قامت رزان بتقديم برنامجها رازمينا التي لم يستمر سوى لفترة قصيرة 
كما قامت بتغطية الكثير من الأحداث الفنية العالمية مثل حفلات توزيع الجوائز العالمية الموسيقية في موناكو ومحاورة كبار المشاهير من نجوم الغرب 
في عام 2004 قدمت مع زميلها جلال شهدا برنامج المواهب نجم النجوم "star search", قدمت عام 2006 فقرة بعنوان رزان وعباس ضمن برنامج البيت بيتك على التلفزيون المصري بعدها عادت ل إم بي سي لتقدم عدة برامج أخرى كفنتازيا، ألبوم النجوم العرب، شهرزان الذي تنقلت فيه حول دول العالم وقامت بمحاورة مشاهير العالم.

### عملها مع المؤسسة اللبنانية للإرسال
توجهت بعدها إلى المؤسسة اللبنانية للإرسال لتقديم برنامج قسمة ونصيب "Perfect pride" المتعلق بالزواج.

### الانتقال للإعلام المصري
- عام 2008 دخلت رزان الإعلام المصري من خلال قناة الحياة المصرية لتقديم برنامج ألعاب حتى مطلع العام 2011 حين إستغنت المحطة عن خدماتها بسبب الفيديو الفاضح لحياتها الشخصية الذي انتشر على اليوتيوب. عام 2009 عادت إلى شاشة إم بي سي من جديد مع برنامج «هو وهي» الذي قدمته مع الممثل الكويتي خالد البريكي، ويعكس البرنامج الفوارق اللافتة بين الرجال والنساء. كما يستقبلان في كل حلقة أربعة ضيوف كثنائيات من نجوم العالم العربي ليشاركوا جمهور الإستديو المؤلف من 50 رجلاً و50 امرأة [12]

عام 2012 عادت لنقطة انطلاقتها تلفزيون المستقبل لتقدم برنامج مسابقات فني. وفي نفس العام وقعت من جديد عقدا مع قناة الحياة حيث قدمت برنامج صوت الحياة عام 2012 برنامج والحياة حلوة عام 2015 لكن العقد انتهى منتصف العام 2017 عادت بعدها مع إبنها إلى لبنان للإستقرار وقدمت حفل جوائز الموسيقى العربية على شاشة إم تي في اللبنانية.

### العودة لمركز تلفزيون الشرق الأوسط
في الثلاثين من آذار 2018 عادت إلى شاشة إم بي سي من خلال برنامج يحمل اسم «اللعيب مع رزان ومهيب»، ويشاركها في التقديم الإعلامي الرياضي مهيب عبد الهادي ويُذاع عبر شاشة إم بي سي مصر. البرنامج حمل طابعاً رياضياً، مواكبةً لتواجد منتخب مصر في كأس العالم 2018، حي التقت بنخبة من نجوم الكرة، للحديث عن حياتهم الخاصة والأسرية وكرة القدم  في رمضان 2020 قدمت برنامج الألعاب إغلب السقا مع الفنان المصري أحمد السقا.

## البرامج التي قدمتها
| البرنامج                                      | عرض على          | العام           |
| --------------------------------------------- | ---------------- | --------------- |
| الليل المفتوح                                 | تلفزيون المستقبل | 1989-1993       |
| فقرة (هايد بارك) في برنامج (مساء الخير ياعرب) | إم بي سي         | 1995            |
| دنيا الموضة                                   | ام بي سي         | 1996            |
| عالم السينما                                  | ام بي سي         | 1997            |
| بوبس اند توبس                                 | ام بي سي         | 1997-2002       |
| أبجد فوز                                      | ام بي سي         | 1998-2000       |
| بيج بايت                                      | ام بي سي         | 2000            |
| ألو رزان                                      | ام بي سي         | 2001            |
| ابتسامات                                      | ام بي سي         | 2002            |
| توب أوف ذا بوبس                               | ام بي سي         | 2003-2004       |
| razmania                                      | إم بي سي 2       | 2003            |
| فانتازيا                                      | ام بي سي         | 2004            |
| نجم النجوم بمشاركة جلال شهدا                  | إم بي سي         | 2004            |
| شهرزان                                        | ام بي سي         | 2006            |
| فقرة رزان وعباس البيت بيتك                    | التلفزيون المصري | 2006            |
| ألبوم                                         | ام بي سي         | 2007            |
| مهرجان موناكو وجوائز الموسيقى العالمية        | ام بي سي         | 1996-2007       |
| قسمة ونصيب (الموسم الثاني)                    | ال بي سي         | 2009            |
| هو هي بمشاركة خالد البريكي                    | إم بي سي         | 2009            |
| لعبة الحياة                                   | قناة الحياة      | رمضان 2008-2010 |
| صوت الحياة                                    | قناة الحياة      | 2012            |
| طني وغني                                      | تلفزيون المستقبل | 2012            |
| الحياة حلوة                                   | قناة الحياة      | 2014-2015       |
| لعبة الحياة                                   | قناة الحياة      | 2016            |
| اللعيب                                        | ام بي سي مصر     | 2018            |
| إغلب السقا                                    | إم بي سي         | رمضان 2020      |
| مهيب و رزان في رمضان                          | إم بي سي         | رمضان 2021      |

## في الغناء
- عام 2002 طرحت أغنية لعب وجد وحب التي أعادت تجديدها وكانت إعلانا تجاريا لإحدى السيارات من إخراج شادي حنا
- أطلقت ألبومها الغنائي الأول«رزان» عام 2008 من إنتاج شركة بلاتينيوم ريكوردز
- صورت منه فيديو كليب «لو حب ده» إخراج سليم الترك و «أنت بقي» إخراج محمد بكير.
- أصدرت أغنية منفردة في 2013 بعنوان "Breaking Me Down" مع الفنان المصري عمرو المليجي من إخراج كريم محمد.
- في سبتمبر 2022 أصدرت أغنية عالية قوي من كلمات وألحان عزيز الشافعي وصورتها مع المخرج زياد خوري[17]

## في التمثيل

### في السينما
- 2021: صابر وراضي
- 2019: خط الموت
- 2015: قيصرون
- 2014: الفرعون الأخير
- 2007: حسن طيارة
- 2005: حرب أطاليا
- 2004: عين الطير[18][19]

### في التلفزيون
- 2022: الضاحك الباكي
- 2018: رسايل
- 2013: حكاية حياة
- 2013: الكبير أوي ج3
- 2010: الفوريجي
- 2010: حرب النجوم
- 2009: بيت العيلة ج1
- 2008 عدى النهار
- 2008 راجل وست ستاتج3
- 2008 :شريف و نص ج1
- 2006 العميل 1001

## تنصيبها سفيرة منظمة الرباط الأحمر
عام 2012 اختيرت رزان لتكون سفيرة لمساعدة مرضى الإيدز منظمة Ruban Rouge، حيث قامت المنظمة الدولية والتي تعمل لمكافحة مرض الإيدز بإصدار روزنامة لرزان والمذيعة كارولينا دي أوليفيرا كسفيرتين للمنظمة في الشرق الأوسط، وهي منظمة تضم أكثر من فنان عالمي منها مادونا وأنجيلينا جولي.

## الأعلانات
- طرحت عطرها الخاص بها "راز دو رزان" عام 2002[21]
- قدمت العديد من الإعلانات للمشروب الغازي (سبرايت)، لساعات ("تريبور")، إعلان لكريم الشعر ("دابر أملا")

## وصلات خارجية
- رزان مغربي على موقع IMDb (الإنجليزية)
- رزان مغربي على موقع قاعدة بيانات الأفلام العربية